# Librazhd
Librazhd (In albanese: Librazhdi) è un comune albanese situato nella prefettura di Elbasan.
La città si trova a pochi chilometri da confine con la Macedonia del Nord sulla strada che vi conduce da Tirana (a circa 85 km) e da Elbasan porta alla repubblica confinante; si trova nei pressi dei laghi di confine Ocrida e Prespa, situati sul confine di stato fra Albania, Macedonia del Nord e Grecia, ed è attraversata dal fiume Shkumbini. 
Dal 1939 al 1943 a Librazhd aveva sede nella caserma del paese il XLV settore della Guardia alla frontiera.
In seguito alla riforma amministrativa del 2015, sono stati accorpati a Librazhd i comuni di Hotolisht, Lunik, Orenjë, Polis, Qendër-Librazhd e Stëblevë, portando la popolazione complessiva a 31 892 abitanti (dati censimento 2011).